# ماكس نورمان
ماكس نورمان (بالإنجليزية: Max Norman)‏ هو منتج أسطوانات وملحن ومهندس الصوت بريطاني، ولد في القرن العشرين.

## وصلات خارجية
- ماكس نورمان على موقع ميوزك برينز (الإنجليزية)
- ماكس نورمان على موقع ديسكوغز (الإنجليزية)